# Fall Rot
La seconda fase dell'invasione tedesca della Francia iniziò il 5 giugno 1940 e si concluse pochi giorni dopo (il 22 giugno) con la firma del secondo armistizio di Compiègne. Il nome in codice che il Comando dell'Esercito tedesco (OKH) scelse per quest'operazione fu Fall Rot (italiano: Caso Rosso), in coerenza con il nome in codice attribuito alla prima fase della campagna: Fall Gelb (italiano: Caso Giallo).

## Premessa
Il pieno successo tedesco nell'attuazione del loro piano per l'invasione della Francia mise la Wehrmacht nelle migliori condizioni possibili per la prosecuzione delle operazioni militari in territorio francese. Il colpo di falce, infatti, aveva notevolmente indebolito le forze alleate nel numero e nel morale, mentre i comandi militari tedeschi acquisirono sempre più sicurezza nelle proprie possibilità di successo.
Dopo la prima fase delle operazioni, la linea del fronte si era spostata per parecchi chilometri all'interno del territorio francese, seguendo (nel suo settore settentrionale) il corso dei fiumi Somme e Aisne. Le forze francesi, dunque, si trovarono adesso a combattere in una situazione estremamente critica: indebolite dalle numerose perdite subite a maggio, infatti, si trovarono a difendere un fronte più esteso di quello di partenza, contro un avversario galvanizzato dai suoi successi iniziali.
Già prima della fine di maggio le truppe tedesche avevano costituito ampie teste di ponte oltre la Somme e l'Aisne, dalle quali si stavano preparando a lanciare una nuova offensiva verso sud. I contrattacchi francesi non riuscirono a far indietreggiare i tedeschi dalle loro posizioni, lasciandoli sufficientemente tranquilli nella riorganizzazione delle loro unità dopo i combattimenti nelle Ardenne, in Belgio e nel Passo di Calais.

## Le forze in campo

### Francia
Il nuovo comandante in capo dell'Esercito francese, il Maresciallo Maxime Weygand, cercò di riorganizzare le unità sotto il suo comando lungo una nuova linea difensiva. Si studiò la creazione della nuova linea Weygand, un sistema di difesa che si estendeva dalle coste della Manica fino alla linea Maginot, passando per la Somme e Aisne. Essa era organizzata con una successione di istrici a scacchiera; tali istrici, ossia dei capisaldi in boschi o villaggi, dovevano essere riempiti di truppe e di armi anticarro, in modo da poter resistere anche dopo essere stati raggiunti o superati dalle unità corazzate tedesche.
Tuttavia la situazione era veramente critica: le migliori e le più moderne armate francesi erano state perse nell'accerchiamento del Passo di Calais; assieme ad esse i francesi avevano perso il meglio del loro armamento pesante e gran parte delle loro formazioni corazzate.
Nella prima parte della Campagna di Francia l'esercito francese aveva già perso trenta delle sue divisioni; Weygand dispose ciò che rimaneva delle unità sotto il suo comando a difesa della nuova linea difensiva: nel settore Somme-Aisne operavano adesso solo 49 divisioni, mentre altre 17 divisioni restavano a difesa della linea Maginot.  Oltretutto le riserve a disposizione dell'Esercito francese, a differenza di quello tedesco, erano ormai scarsissime, impedendo così una sostituzione delle truppe impegnate in prima linea.
Weygand si trovò così a disporre di pochi uomini nel settore del fronte che si estendeva da Sedan alla Manica, dove presumibilmente i tedeschi avrebbero concentrato il loro attacco; lo stesso governo francese oltretutto iniziava ormai a perdere fiducia nelle possibilità di vittoria contro i tedeschi, specialmente dopo l'evacuazione del BEF da Dunkerque.
Il 4 giugno 1940 le forze francesi operanti sul fronte contro i tedeschi erano organizzate in tre principali gruppi d'armate: il 2º operante sul fianco destro del fronte a difesa delle posizioni lungo la linea Maginot, il 3º operante sul fianco sinistro del fronte e il 4º che difendeva il settore centrale.
Questo era l'ordine di battaglia dell'Esercito francese durante l'operazione Fall Rot:
- II Gruppo d'armate (Prételat)
  - III Armata
  - V Armata
  - VIII Armata
- III Gruppo d'armate (Besson)
  - VI Armata
  - VII Armata
  - X Armata
- IV Gruppo d'armate (Huntziger)
  - II Armata
  - IV Armata

### Gran Bretagna
Il grosso del Corpo di Spedizione Britannico (BEF) fu circondato nel maggio del 1940 assieme alle truppe francesi nel Passo di Calais. L'evacuazione realizzata con l'Operazione Dinamo rappresentò un successo per la marina britannica; tuttavia essa privò l'esercito francese sul continente del supporto di una gran quantità di uomini e mezzi in un momento assai critico.
Per ovviare a questo problema, il governo britannico scelse di inviare rinforzi sul fronte francese, costituendo così il cosiddetto secondo BEF, al comando del generale Alan Brooke. Furono inviate al fronte la 52ª Divisione fanteria e la 1ª Brigata di fanteria canadese. 

Il contributo maggiore richiesto e offerto dalla Gran Bretagna, però, era quello rappresentato dal supporto aereo, per cercare di arginare la superiorità della Luftwaffe.

### Germania
La vittoria nella realizzazione del colpo di falce aveva galvanizzato molto le truppe tedesche, adesso pronte a lanciarsi nella realizzazione della seconda fase dell'offensiva contro la Francia. Nel breve periodo di stasi delle operazioni militari, oltretutto, la Wehrmacht riuscì a rinforzare le sue divisioni in prima linea: le 10 divisioni corazzate ricevettero nuovi mezzi che rimpiazzarono quelli danneggiati in battaglia, mentre le 130 divisioni di fanteria erano ancora quasi intatte.
Da un punto di vista strettamente operativo, la disposizione delle forze offensive tedesche rimaneva immutata. Sull'ala sinistra avrebbe operato il Gruppo d'armate B comandato dal generale Fedor von Bock, che si sarebbe mosso dalla Somme verso Parigi; al centro dello schieramento avrebbe operato il Gruppo d'armate A al comando del generale Gerd von Rundstedt, che dall'Aisne avrebbe sfondato verso sud alle spalle della linea Maginot; sull'ala destra infine rimaneva il Gruppo d'armate C al comando del generale von Leeb, che avrebbe dovuto sfondare frontalmente la linea Maginot.
Il Panzergruppe von Kleist, unità in cui era stato concentrato il grosso delle forze corazzate tedesche, venne assegnata al Gruppo d'armate B, cui spettava il difficile compito di marciare verso Parigi. Per non lasciare il Gruppo d'armate A a corto di mezzi corazzati, già a fine maggio il XIX Corpo d'armata corazzato del generale Heinz Guderian fu rinforzato e reso autonomo dalla Panzergruppe von Kleist, in cui prima era inquadrato, rimase assegnato al Gruppo d'armate A e infine venne costituito come gruppo corazzato autonomo con la denominazione di Panzergruppe Guderian.
Questo era l'ordine di battaglia dell'Esercito tedesco durante l'operazione Fall Rot:
- Gruppo d'armate A (von Rundstedt)
  - II Armata
  - XII Armata
  - XVII Armata
  - Panzergruppe Guderian
- Gruppo d'armate B  (von Bock)
  - IV Armata
  - VI Armata
  - IX Armata
  - XVIII Armata
  - Panzergruppe von Kleist
- Gruppo d'armate C (von Leeb)
  - I Armata
  - VII Armata

## L'offensiva sulla Somme

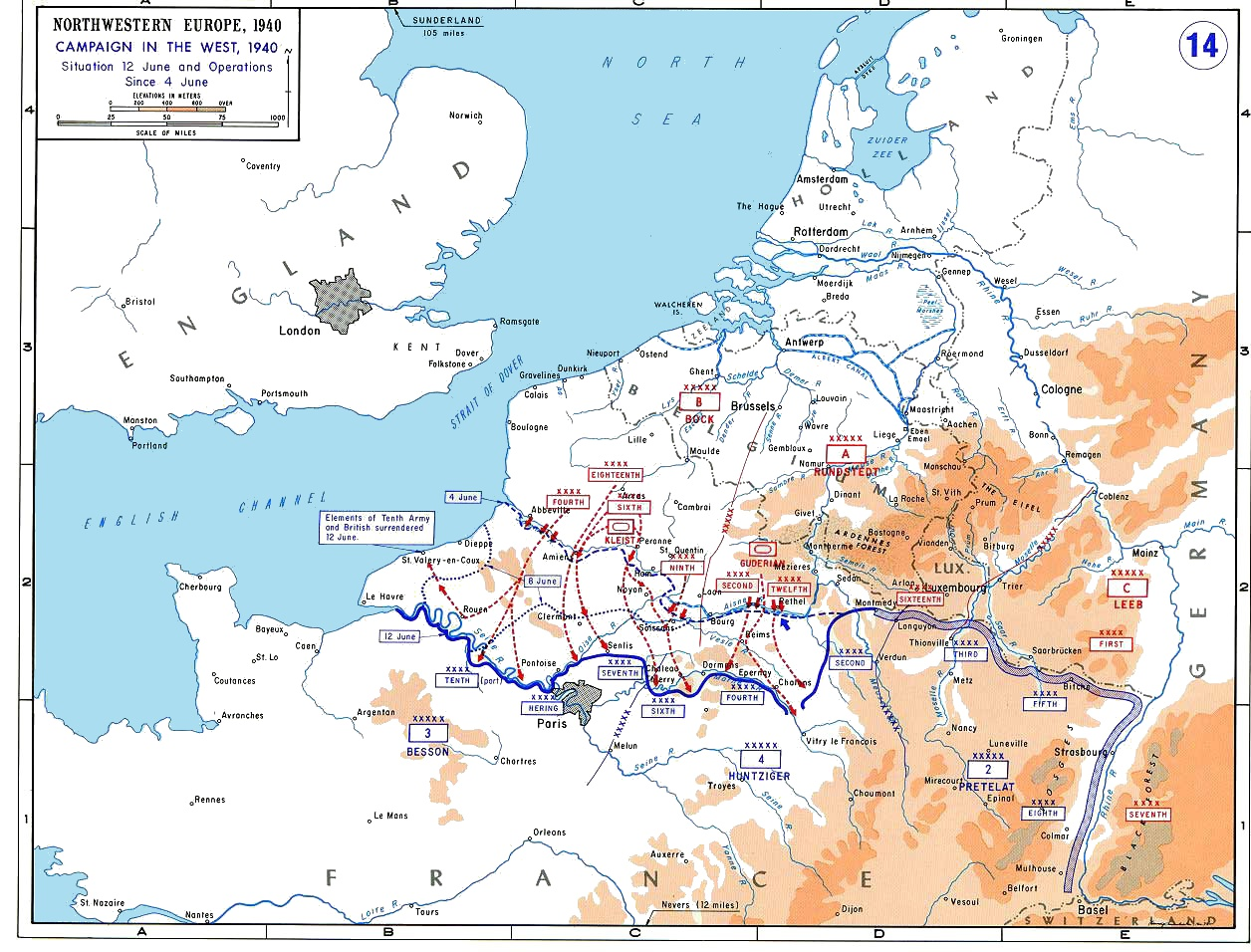
L'offensiva tedesca sulla Somme tra il 5 e il 12 giugno 1940

L'offensiva della Wehrmacht sulla Somme iniziò il 5 giugno 1940, a poco meno di un mese dall'avvio delle ostilità a occidente. Le deboli difese francesi opposero una resistenza accanita all'inizio degli scontri, ma già il 7 giugno i primi reparti corazzati tedeschi sfondarono presso Rouen. 
Il fronte iniziò così a crollare rapidamente sotto il peso dell'attacco tedesco: già il 9 giugno gli attaccanti avevano attraversato la Senna ed entro il 12 giugno avevano costituito ampie teste di ponte oltre questo fiume e l'Oise, dalle quali minacciavano ormai Parigi da vicino.
Travolti dall'attacco tedesco, alcuni elementi della X Armata francese e del Corpo di Spedizione Britannico (BEF) si rifugiarono a Saint-Valery-en-Caux per poter essere evacuati dalla marina britannica. La 7. Panzer-division, al comando del generale Erwin Rommel, prese però possesso delle alture attorno al porto per impedire tale evacuazione; alle forze alleate ormai sopraffatte e circondate non rimase che arrendersi il 12 giugno.
Maggiore successo ebbe invece un secondo tentativo di evacuazione realizzato da truppe inglesi e francesi presso Le Havre. Il nome in codice di quest'operazione fu Operazione Cycle e fu realizzata il 10 giugno 1940: circa 11 000 soldati alleati riuscirono a essere evacuati dalla marina inglese, che li mise in salvo dall'accerchiamento tedesco.
Nel tentativo di risparmiare Parigi dalle distruzioni della guerra, il governo francese dichiarò la capitale francese città aperta il 10 giugno, trasferendosi a Bordeaux. Il 14 giugno truppe d'invasione tedesche marciarono su Parigi.

## L'Italia in guerra
A complicare ulteriormente la situazione per i francesi arrivò, il 10 giugno, la dichiarazione di guerra dell'Italia. Convinto infatti che la vittoria dei tedeschi sarebbe stata rapida, Benito Mussolini decise di superare la posizione italiana di non belligeranza, schierandosi al fianco del Terzo Reich.

Ne seguì uno scontro sul confine italo-francese che non ebbe importanti ripercussioni militari sull'andamento di una campagna ormai segnata.

## L'aggiramento della linea Maginot
Nonostante la situazione militare fosse disperata, l'esercito francese continuò a battersi con valore. In particolare le divisioni poste a difesa della linea Maginot (forti di quasi 400 000 uomini) opposero una tenace resistenza agli attacchi tedeschi: soltanto una sezione di casematte fu conquistata dai tedeschi, ma per il resto la linea di difesa francese non venne sfondata, rifiutandosi di arrendersi ai tedeschi.
Per costringere alla resa i reparti posti a difesa della linea Maginot, la Wehrmacht operò una manovra di aggiramento alle spalle, realizzata con l'utilizzo di reparti corazzati che sfondarono verso sud per poi convergere a est chiudendo le vie di fuga ai francesi. Un intero gruppo d'armate francese rimase quindi intrappolato in un'enorme sacca, dove venne costretto alla resa il 22 giugno.

## La guerra dei cieli
Anche in questo caso, la supremazia aerea raggiunta dalla Luftwaffe fece la differenza per il successo delle operazioni di terra dei tedeschi. L'Armée de l'air e la Royal Air Force si impegnarono a fondo per contrastare gli attaccanti, effettuando numerose sortite contro le posizioni tedesche specialmente tra il 5 e il 9 giugno. 
Proprio il 9 giugno le residue forze dell'Armée de l'air cessarono virtualmente la loro resistenza, facendo ritirare alcuni aerei nel Nord Africa francese; la Luftwaffe ebbe così via libera per la prosecuzione della sua campagna di bombardamenti e di supporto alle unità terrestri.
L'Armée de l'air e la Royal Air Force subirono perdite decisive in questa fase della campagna, che per poco non minacciarono le possibilità di difesa britanniche nella seguente Battaglia d'Inghilterra.

## Evacuazione del BEF
Dopo la disfatta sulla Somme e la conquista di Parigi alle forze inglesi del secondo BEF non rimase altra scelta che ripiegare e prepararsi a una nuova evacuazione dal continente. Si diede pertanto avvio all'Operazione Ariel, che tra il 15 e il 25 giugno permise l'evacuazione di 200 000 uomini appartenenti all'esercito britannico e a quello francese.
La Luftwaffe si impegnò a fondo per evitare una nuova evacuazione di massa dopo  Dunkerque. Il I. Fliegerkorps bombardò incessantemente i porti di Cherbourg e Le Havre, ma ciò non impedì la buona riuscita dell'operazione.

## Il secondo armistizio di Compiègne
Già prima dell'occupazione di Parigi numerosi esponenti degli ambienti politici e militari spinsero affinché il governo francese siglasse una pace separata con la Germania. Il 7 giugno Weygand  consigliò al governo francese di firmare al più presto un armistizio, affermando che "la battaglia della Somme è perduta". 
Il primo ministro francese in carica, Paul Reynaud, era però contrario a qualsiasi resa, dichiarandosi invece disposto a combattere senza sosta fino alla sconfitta dei tedeschi. L'evoluzione della Campagna di Francia e le pressioni degli ambienti militari fecero però emergere nei gruppi dirigenti francesi una tendenza sempre più favorevole a una resa.
Per impedire tale resa, il primo ministro inglese Winston Churchill propose agli alleati la creazione di un'unione anglo-francese che avrebbe dovuto fronteggiare i tedeschi. 
Questa proposta irritò gli ambienti politici francesi, che sentivano il peso degli scontri sul loro territorio. Il gabinetto francese discusse l'idea di Churchill e la bocciò a maggioranza. Dopo questa bocciatura, Paul Reynaud fu costretto alle dimissioni, mentre iniziava a maturare la decisione definitiva della resa. 
Al suo posto venne nominato l'anziano Maresciallo Philippe Pétain, assai più incline a porre fine alla guerra.
I negoziati per l'armistizio si svolsero a Compiègne, nella stessa località dove si erano svolti quelli che posero fine alla prima guerra mondiale. 
Il 22 giugno 1940 l'armistizio fu firmato dalle delegazioni francesi e tedesche. Nello stesso giorno le truppe del II Gruppo d'armate francese si arresero al nemico, mentre il cessate il fuoco entrò ufficialmente in vigore il 25 giugno 1940.
La Francia fu divisa in due zone: quella nord-occidentale (comprendente Parigi) fu occupata direttamente dai tedeschi; quella meridionale rimase invece formalmente territorio francese indipendente e sovrano. In questa seconda zona nacque la Repubblica di Vichy, che ebbe a capo il Maresciallo Pétain.
Charles de Gaulle (e con lui altri uomini politici e militari che si opponevano al nuovo regime) riparò a Londra, da dove pronunciò il famoso appello del 18 giugno. 
Si rifiutò di riconoscere la legittimità del nuovo governo di Vichy e l'armistizio con i tedeschi, organizzando le forze di combattimento della Francia libera al fianco dei britannici.

## L'affondamento della flotta francese
Il comandante in capo della flotta francese ammiraglio François Darlan (nominato anche ministro della marina), aveva già dal 20 giugno diramato istruzioni affinché per nessun motivo le navi francesi avrebbero dovuto essere consegnate al nemico: ciò in ossequio a un impegno assunto dallo stesso Darlan con il premier britannico Winston Churchill.
La risoluzione del comandante francese era netta, ma niente avrebbe potuto distogliere il governo britannico dal convincimento che, nel caso i tedeschi avessero tentato con un colpo di mano di impadronirsi della flotta francese, avrebbero ottenuto delle navi con cui rendere insostenibile la situazione britannica nel Mediterraneo, e forse anche nell'Atlantico. Così la marina britannica ricevette l'ordine di affondare la flotta francese nei suoi porti europei e africani.